# سوق ثلاثاء (استان تلمسان)
سوق ثلاثاء (استان تلمسان) (به عربی: سوق الثلاثاء) یک شهرداری در الجزایر است که در استان تلمسان واقع شده‌است.